# Robin Jacobs
Robin Jacobs is een personage uit de soapserie Days of our Lives. De rol werd van 1985 tot 1987 en in 1989 gespeeld door Derya Ruggles.

## Personagebeschrijving
Robin kwam in 1985 naar Salem en ging in het ziekenhuis werken. Ze kon eerst niet goed opschieten met haar collega chirurg Mike Horton, maar na een tijdje maakten ze afspraakjes. Robin was echter een joodse en dat was een probleem voor de familie van Robin. Ze zag ook Mitch Kaufman, die wel de goedkeuring had van haar familie, maar bleef ook Mike zien. Ze trouwde met Mitch, maar nadat ze ontdekte dat ze zwanger was van Mike verliet ze hem. Mike was bereid om zich te bekeren tot het jodendom en ze verloofden zich. Robin werd neergeschoten door een indringer toen ze een kopie aan het maken was van een diskette met informatie over een patiënt. Robin overleefde het maar betrapte Mike op bidden zodat zij zou herstellen. Robin dacht dat Mike voor altijd christelijk zou blijven en besloot om Salem achter zich te laten in 1987.
In 1989 keerde ze voor enkele dagen terug om Mike aan zijn zoon Jeremy voor te stellen. Ze hoopte op een verzoening, maar Mike was nu verliefd op April Ramirez. Robin ging naar Israël en een jaar later volgde Mike haar om zijn zoon te bezoeken, maar bleef vier jaar daar vooraleer hij terugkeerde.